# 広野町立広野中学校
広野町立広野中学校（ひろのちょうりつ ひろのちゅうがっこう）は、福島県双葉郡広野町にある公立中学校。略称「広中」。福島第一原子力発電所から南へ30km以内に位置するため、2011年3月の福島第一原子力発電所事故以降、緊急時避難準備区域に指定（同年4月に指定、同年9月に解除）されたため、いわき市にある公立中学校の校舎を間借りして学校活動が行われた。2012年10月から元の校舎に復帰している。宇治市立広野中学校と交流がある。

## 沿革
- 2011年3月11日 - 東日本大震災発生
- 2011年4月22日 - 緊急時避難準備区域に指定される
- 2011年9月30日 - 緊急時避難準備区域が解除される
- 2012年10月 - 元の校舎に復帰[1]
- 2014年8月1日 - 広野小学校北校舎に移転[2]。
- 2019年4月 - 元の校舎に復帰[3]。

## 部活動
体育系
- 陸上競技部
- 野球部
- ソフトボール部
- サッカー部
- 男子ソフトテニス部
- 女子ソフトテニス部
- バドミントン部
- 男子バスケットボール部
- 女子バスケットボール部
- 男子バレーボール部
- 女子バレーボール部
- 卓球部
- 剣道部

文化系
- 吹奏楽部
- 美術部
- 科学部
- 家庭科部

## 通学区域
- 広野町立広野小学校の校区（広野町全域）

## 周辺施設
- 広野町役場
- 広野町体育館
- 広野町公民館
- ひろの未来館（2022年4月16日開館、旧広野町立広野幼稚園）[4]

## 交通
- 東日本旅客鉄道（JR東日本）常磐線 広野駅下車 徒歩約10分

## 著名な出身者
- 三幸秀稔（サッカー選手） - ヴァンフォーレ甲府
- 呉大陸（サッカー選手） - ファジアーノ岡山
- 幸野志有人（サッカー選手） - V・ファーレン長崎
- 金子翔太（サッカー選手） - 清水エスパルス
- 鈴木倫（漫画家）